# Mehrfachvasallität
Unter Mehrfachvasallität wird die Annahme von Lehen mehrerer Lehnsherren im Mittelalter verstanden. 
Der Belehnte, der Vasall, schwor somit mindestens zwei Lehnsherren den Treueeid. Problematisch wurde dies, wenn beide zeitgleich auf seine Unterstützung angewiesen waren und er somit all seine Verpflichtungen nicht einhalten konnte. Auf diese Weise kam es zu einer Schwächung des Lehnswesens, weil hiermit die ursprüngliche Intention (Beistand im Gegenzug für Lehen) nicht erfüllt wurde. Dies galt besonders für die Kronvasallen, die sich teilweise neben dem König anderen Herren verpflichteten, womit sie oftmals nicht einmal den dem König geschworenen Treueid einhalten konnten. In England und Frankreich wurde versucht, das Problem durch die Ligesse zu lösen, was aber nur teilweise gelang. Demnach musste der Vasall einem Lehnsherren den absoluten Vorrang einräumen („ligische Vasallität“).
Der Streit zwischen den Historikern Georg Waitz und François Louis Ganshof bestand in der Frage, ob und inwiefern es sich hierbei um eine normale, vernünftig einzuordnende Erscheinung des Lehnswesens oder um eine „entartete Erscheinung“ (François Louis Ganshof) handelte. In der Forschung ist umstritten, wie früh sich die Belege für Doppelvasallität zurückverfolgen lassen. Nach Erkenntnis der neueren Forschung (Roman Deutinger) ist dies nicht im Frühmittelalter, sondern erst im späten 11./frühen 12. Jahrhundert der Fall. Noch im Spätmittelalter lassen sich dafür Beispiele finden, im Heiligen Römischen Reich etwa im westlichen Grenzraum zu Frankreich.